# Тридіагональна матриця
Тридіагональна матриця - це матриця, яка має ненульові елементи лише на головній діагоналі, на діагоналі під нею та на діагоналі над нею.
Наприклад, наступна матриця є тридіагональною:
{\displaystyle {\begin{pmatrix}1&4&0&0\\3&4&1&0\\0&2&3&4\\0&0&1&3\\\end{pmatrix}}.}
Визначник тридіагональної матриці є континуантою її елементів.
Ортогональне перетворення симетричної (або Ермітової) матриці до діагональної форми може бути здійснене за допомогою алгоритму Ланцоша.